# Torção testicular
Na torção testicular o funículo espermático, estrutura que fornece suprimento sanguíneo para o testículo, é torcido, cortando a vascularização. Uma torção testicular prolongada pode resultar em morte do testículo e dos tecidos que o envolvem.